# H.D. Kloppenborg-Skrumsager
Hans Didrik Kloppenborg-Skrumsager (født 2. juli 1868 på Bennetgård i Københoved, død 3. oktober 1930 smst) var en dansk politiker og gårdejer.
Han var søn af gårdejer Jørgen N.H. Skrumsager og hustru Ane Marie f. Kloppenborg og barnebarn af H.D. Kloppenborg.
Han var elev på Askov Højskole, Tune Landbrugsskole og Borups Højskole i København.
Kloppenborg-Skrumsager var i perioden 1908-1918 medlem af landdagen i Kiel og i perioden efter Genforeningen 1920-1928 var han medlem af Landstinget for Venstre. Indtil 1922 sad han i Haderslev Amtsråd. I forbindelse med diskussionen om grænsedragningen gik Kloppenborg-Skrumsager stærkt ind for Flensborg-linjen.
H.D Kloppenborg-Skrumsager gav 10.000 kr til opførelsen af en mere solid bro over Kongeåen end den ældre spinkle træbro, Frihedsbroen.
Han var Kommandør af 2. grad af Dannebrog og formand i repræsentantskabet for den vest- og sønderjyske kreditforening. Han er portrætteret af Harald Slott-Møller og Franciska Clausen.